# تیتانیم(III) کلرید
کلرید تیتانیم (III) (به انگلیسی: Titanium(III) chloride) با فرمول شیمیایی TiCl۳ یک ترکیب شیمیایی با شناسه پاب‌کم ۶۲۶۴۶ است. که جرم مولی آن ۱۵۴٫۲۲۵ g/mol می‌باشد. شکل ظاهری این ترکیب، پودر بی بو بنفش سیاه است.

## کاربردها
TiCl3 از اجزاء اصلی کاتالیزور زیگلر-ناتا است که در تولید صنعتی پلی اتیلن کاربرد دارد.